# گونار هولمبری
گونار هولمبری (سوئدی: Gunnar Holmberg؛ ۶ مه ۱۸۹۷ – ۲۱ اکتبر ۱۹۷۵) بازیکن فوتبال اهل سوئد بود.
وی در بازی‌های المپیک تابستانی ۱۹۲۴ برندهٔ مدال برنز شده‌است.